# Caspar Vogel

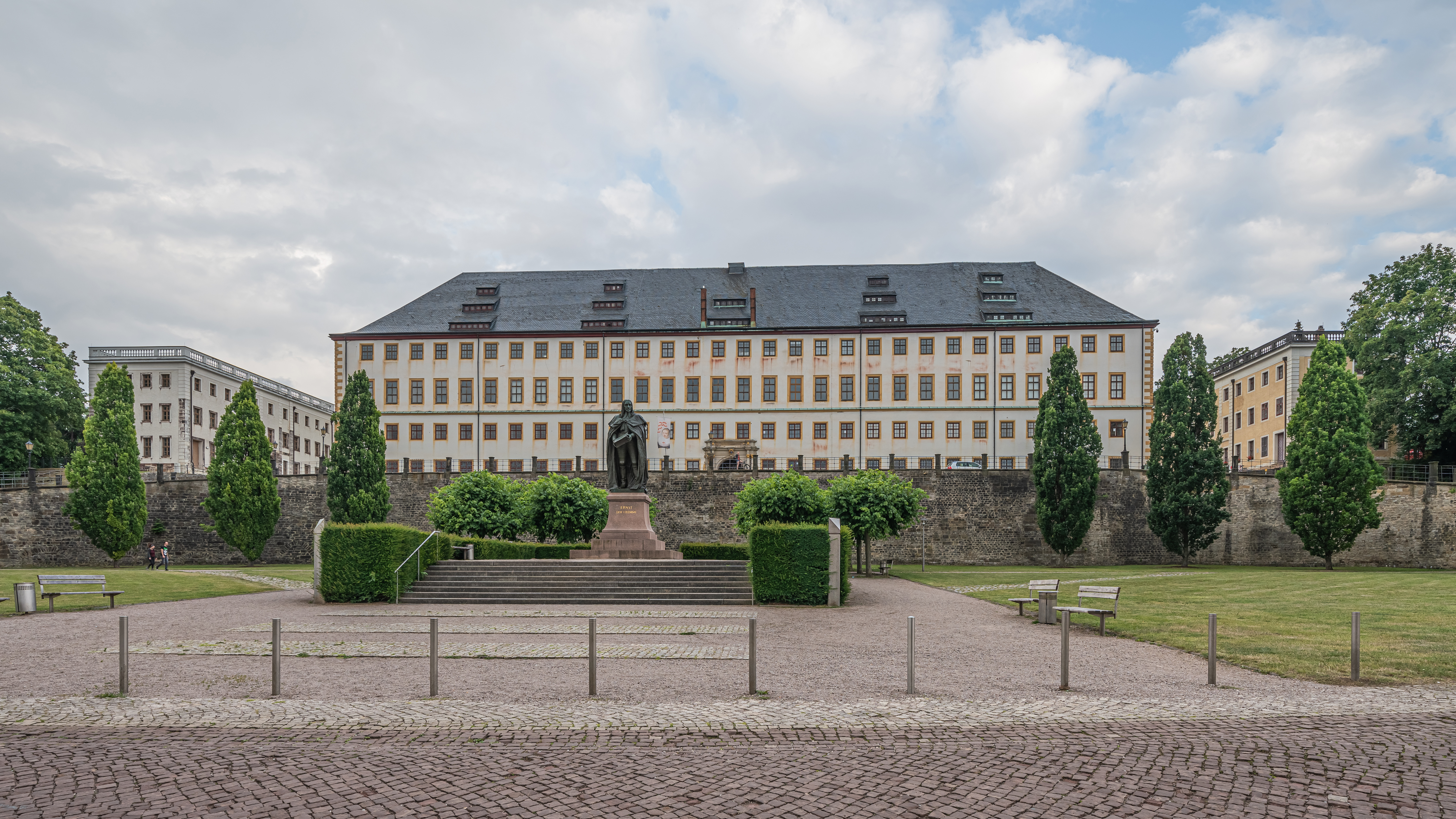
Schloss Friedenstein.

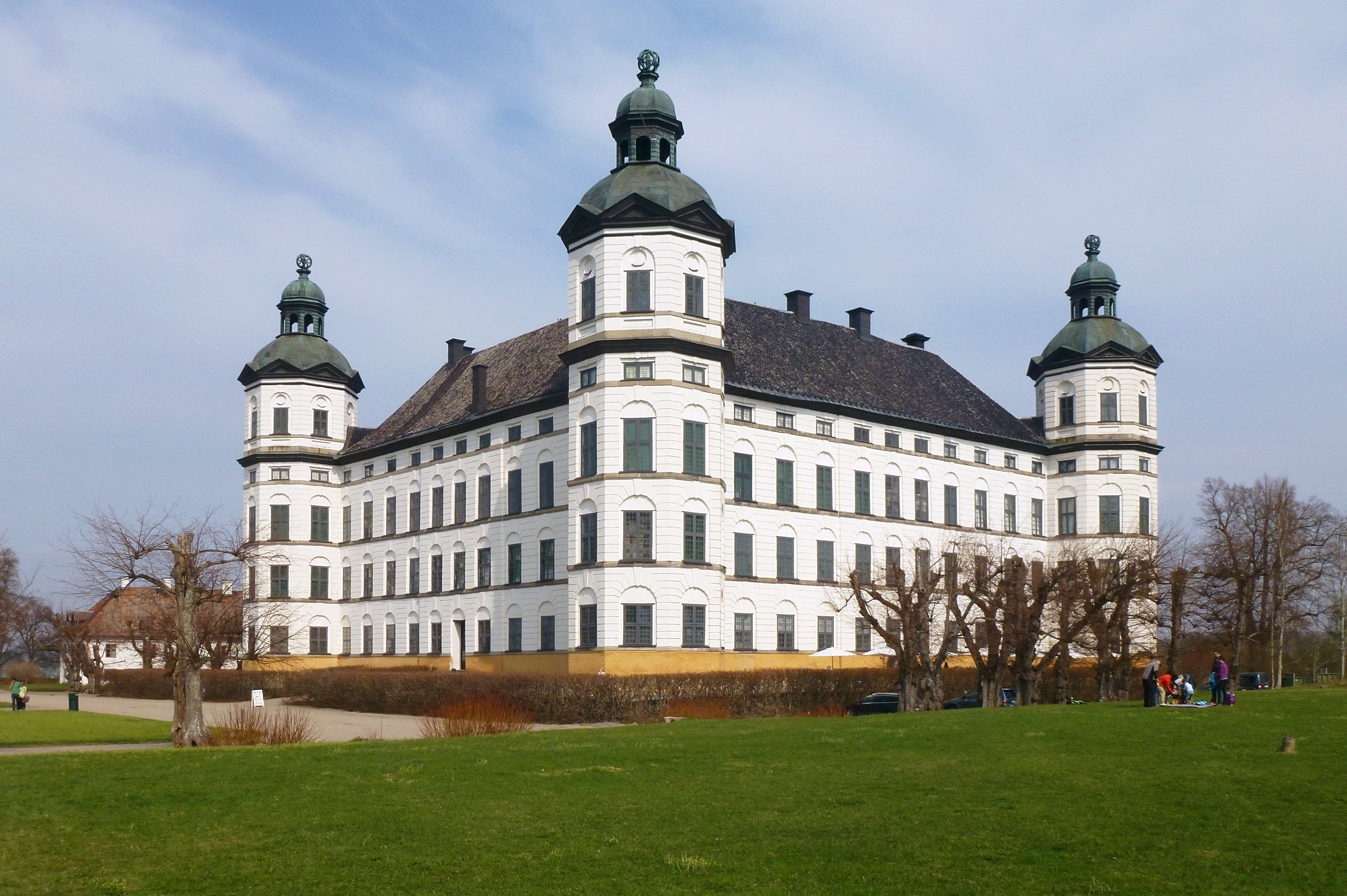
Skoklosters slott.

Caspar Vogel (även stavat Casper Vogell), född omkring 1600, troligen i Nägelstedt, död 1663, var en tysk byggmästare och arkitekt. 

## Liv och verk
Vogel föddes troligen i byn Nägelstedt i Sachsen. Angående Vogels utbildning är inget känt. Från år 1625 vistades han i Erfurt där han bland annat fick uppdraget av Gustav II Adolf för utbyggnaden av försvarsanläggningar. I mitten av 1630-talet stod han i tjänsten av Ernst I av Sachsen-Gotha-Altenburg och ritade bland annat Schloss Friedenstein, som var dåtidens största slottsbygge i Tyskland. Vogel anlitades även i samband med några infrastrukturprojekt, bland annat att göra floderna Unstrut, Weser och Werra farbara för fartyg.
Under 1640-talets andra hälft kom han i kontakt med Carl Gustaf Wrangel. För honom utförde han en rad byggprojekt i Tyskland. Här kan nämnas Schloss Wrangelsburg (rivet på 1880-talet) nära Greifswald och troligen stod han även som arkitekt för Wrangels Skoklosters slott vid Mälaren i Sverige. Skoklosters utseende har även påverkats av Wrangel själv, som var en medveten beställare och väl insatt i samtidens pågående byggprojekt. Vogels tjänster för svenskarna i Erfurt varade till 1650 då de lämnade staden. Han dog förmodligen på en tjänsteresa för den 12 december 1663. I kyrkböckerna i Erfurt anges felaktigt den 9 november 1664 som dödsdag.